# Natalie Myburgh
Natalie Anne Myburgh, född 15 maj 1940, död 21 januari 2014 i Knysna, var en sydafrikansk simmare.
Myburgh blev olympisk bronsmedaljör på 4 x 100 meter frisim vid sommarspelen 1956 i Melbourne.